# Mina Manojlović
Mina Manojlović je srpska filmska, televizijska i pozorišna glumica.

## Biografija
Rođena je u Beogradu 15. januara 1988. godine. Živi u Ljubljani, radi na prostoru bivše Jugoslavije.
Glumu je diplomirala na Akademiji Lepih Umetnosti u Beogradu, u klasi Svetlane Bojković i Milice Kralj. Igrala je u predstavama "Rekvijem" u Beogradskom dramskom pozorištu, "Kakav kupleraj" u DKCB, "Povratak Malog Princa" Kamerni teatar u Sarajevu. Ostvarila je uloge u filmu "Off", italijanskoj seriji "Paura di amare 2"...

## Pozorište
- Pantomimičarske predstave za "Asteriks i Obeliks", "Tigar", Bitef, Olimpijsko dvorište

- Muzika tišine, Puž, centar Sava, režija Marko Stojanović, Beograd

- Sirmijum, režija Milica Kralj, Sr Mitrovica

- Rekvijem, BDP, režija Milica Kralj, Beograd

- "Kakav kupleraj!", DKCB, režija - Milica Kralj, Beograd

- Povratak Malog Princa, Kamerni teatar 55 u sklopu festivala Sarajevska zima, Sarajevo

- Kad su cvetale tikve, BDP, režija Slobodan Skerlić

- Ana Frank, monodrama. Teatar Carte Blanche, autor, reditelj, glumac Mina Manojlović, Beograd
- Razočarana gospodinja pri seksologu, duokomedija, King Kong Teatar - Slovenija

## Spoljašnje veze
- Mina Manojlović na sajtu IMDB
- Monodrama o Ani Frank na portalu Blic
- https://azra.ba/intervju/83439/mina-manojlovic-vodusek-ljudi-traze-reality-agresiju-i-svadje/
- https://www.24ur.com/tv-oddaje/najini-mostovi/kdo-je-mina-manojlovic-srbkinja-z-vlogo-v-najinih-mostovih.html
- https://www.oslobodjenje.ba/dosjei/intervjui/mina-manojlovic-vodusek-ana-frank-i-ja-smo-identicne